# 次郎長放浪記
『次郎長放浪記』（じろちょうほうろうき）は、阿佐田哲也による日本の小説。最初『清水港のギャンブラー』の題名で発表され、後に改題された。
原恵一郎によって漫画されている。『コミック乱』（リイド社）2005年9月号から2007年6月号まで連載され、第一部の完結という形で終了した。

## 概要
後に東海道一の大親分になる男にして、渡世人の博徒である清水次郎長の活躍を描く。腕利きの博徒・次郎長は噂の賭場「柘榴殿」の存在を知らされ、狂気の博打勝負に足を踏み入れていく。
文庫本巻末の丸谷才一の解説によれば、阿佐田の数々の作品の中では、噂によればあまり売れなかったらしく、その理由として作品の内容が「不愉快なことばかり書かれているため」であると記述されている。

## 漫画版

### 単行本について
原恵一郎が『近代麻雀』に連載していた『麻雀放浪記 凌ぎの哲』が、竹書房の方針により第7巻を最後に出版停止し、既出の単行本も絶版になったことや、『次郎長放浪記』も連載して単行本が出るまで1年以上かかったことから、出版をあまり期待していなかったファンが多かったとも言われる。後に最終巻の第3巻も出版された。

### 原作小説との違い
本編は原作小説の内容に忠実に漫画化したものではなく、あくまで原作の世界観・エピソード・台詞・設定の一部を引用し、原恵一郎が独自の構成で描いた漫画である。また原作小説自体が、清水次郎長の伝記ではなく実在の人物とは直接の関係がない創作であるため、本編と実在の清水次郎長とはほとんど別人である。

## あらすじ

### 1巻
清水にある米問屋「甲田屋」の主人の養子・次郎長（本名：長五郎）は、店の仕事をサボり悪友の蛙けんと共にヤクザの親分・小富が仕切る賭場に赴いて博打の愉悦に浸っていた。そんな中、鎌吉という名の博徒が現れ、彼の持つ技に惹かれた次郎長はイカサマをする理由を聞いた上で互いに認め合う博徒として健闘を祈った。翌日、虚無僧が次郎長の前に現れ、彼に25歳以上は生きられないと告げられてしまう。このことが、後の東海道一の大親分になる運命に導く決め手となった。その晩、蛙けんと共に相変わらず賭場に来ていた次郎長に転機が訪れる。鎌吉が小富に様を見破られ右腕を切り落とされてしまった場面に直面した次郎長は、体内から煮えたぎるような気持ちになり、実父である雲不見の三右衛門の血が目覚め、鎌吉が犯したサマの証拠をもみ消したのだ。そして小富の賭場から逃亡した次郎長は、鎌吉を連れて蛙けんと別れ、清水を後にした。
翌年、次郎長は山本政五郎（大政）と対面し、彼から家老の息子・幸信を救出するために協力を申し出られる。承認した次郎長は幸信が質になっているといわれている柘榴殿に赴き、血生臭い博打地獄を潜り抜けていく。その張本人である保下田久六と森の石松が現れ、彼らと白熱した勝負を繰り広げる。

### 2巻
白熱した勝負の末に次郎長・大政が勝利した後、森の石松を加えて次郎長一家の一員となる。その後、関東丑五郎との壮絶な戦いを繰り広げ次郎長が勝つ。

## 登場人物
清水次郎長（しみずの じろちょう） / 長五郎（ちょうごろう）
本作の主人公。清水に名を広める博徒。史実に基づき後に東海道一の大親分になる男とされているが、本人は博打を専門職として考えている。元々は米問屋の跡取りで単なる博打好きのカモだったが、あるきっかけで清水を去り、博打の世界に身を投じる。旅に出た当時はイカサマを一部、会得していただけだったが、そこから熟練した技術を持ち、高名な博徒になるまでの経過は劇中では描かれていない。いわゆる「正義の味方」ではないが、原作よりも人情味のある性格。喧嘩の腕は人より立つが、本職の侍に勝つほどではない。
サイコロの出目や花札やホンビキの札を自在に操る技を持ち（クーマン神父とのカード対決においても、その技術をカードに応用している）、運のコントロールにも長けている。石松によれば「底なしの運」を持つ可能性があるらしいが、真偽は不明。博打における運の重要性を深く理解しているが、常にそれとは別に効果的な奥の手を用意している周到さを持つ。
外見は「凌ぎの哲」の「森三郎」が成人したような姿をしている。
鎌吉（かまきち）
旅に出る前に次郎長が通っていた賭場に一時期出入りしていた博徒。餡入りのサイコロによるすり替えを使うサマ師。自分の技に興味を持つ次郎長に、如何なるときでも軽視できない「運」の重要性を説く。賭場を仕切るヤクザ・小富にサマを見破られて右腕を失い、さらなる制裁を受けそうになるが、次郎長に助けられて清水を去り、以後の行方は不明。
山本政五郎（やまもと まさごろう） / 大政（おおまさ）
尾張藩の侍で「槍の大政」の異名を持つ槍の名手。家老の息子を救出するため次郎長を助っ人として柘榴殿に連れていき、双六勝負では次郎長のコマを務めた。原作に比べ正義感と責任感の強い真面目な性格だが、多少軽率な行動が目立つ。藩の勝手な都合で始末されようとしていた次郎長を助けるため命令に背き、行き場を失って、次郎長の誘いで旅に同行する。後に自分の行動が家族を不幸にしてしまったことを知り、弟・政繁を救出するため獄衍島に乗り込む。身体能力は高いがカナヅチである。
保下田の久六（ほげたの きゅうろく）
将軍からの認可状により治外法権となっている賭場「柘榴殿」の主で千多郡・亀崎の大富豪。元々は普通の文化的な老人だったらしいが、仲間内での博打のイザコザと思われる刃傷沙汰により狂人となる。双六では石松のコマを務めた。次郎長と大政の策略により敗北し、その拍子に柘榴殿は燃え盛り、自身はそのなかに消えていった。頭が禿げているが、初期設定では後ろ髪があったように描かれていた。
外見は「凌ぎの哲」の「大恩寺の和尚」に似ている。
森の石松（もりの いしまつ）
柘榴殿の番人を務める博徒。三州八名郡出身。捨て子だったが盗賊に拾われその一員として育った。後に一味の切り込み隊長を務めており、戦闘能力はかなり高い。その当時に片目を失い、隻眼である。一味の壊滅後、特殊な概念故の博打の才能を自覚し、博徒となる。次郎長との勝負で数々の不可解な現象を起こし、イカサマを疑われていたが、その真相は全く別のものだった。かなり凶悪な犯罪歴の持ち主だが、本人によればわけも分からず重ねてきた悪行らしく、一味の壊滅後は博打だけが唯一の拠り所だったという。それ故、次郎長と誇りを賭けて勝負に挑み、その後ライバルと決めた次郎長を倒すべく、次郎長の命を助け旅に同行する。どもる言動と少々、奇行が目立つ。
外見は「凌ぎの哲」の「白頭鷲のガス」に似ている。
関東丑五郎（かんと うしごろう）
体中からサイを出すといわれる伝説の博徒。誘拐した名主の娘と身代金を、ひいては互いの命を賭け次郎長と勝負した。拐かしの動機は本人曰く「小遣い稼ぎ」だったが、真相は博徒を引退するための生活費だったらしく、次郎長はそれに感づいていた。「サイを食って生きている」という噂は、原作では噂止まりだったが、本編では本当にサイコロを食べており、劇中で技との関連性があることが示唆されている。眉間に掘られたサイの入れ墨はファッションではなく、賭場でイカサマの制裁として入れられたものだが、この入れ墨だけで次郎長が本人だと断定したことから、何らかの特別性があった可能性もある。次郎長は彼のイカサマを見破ろうとしていたが、その種は最後まで明かされることはなかった。
外見は、『凌ぎの哲』の「ブー大九郎」に似ている。
クーマン神父 / ジョルジュ
「神の使い」を名乗るバテレンにして獄衍島の主。信者と共に獄衍島に漂流したが、ケガにより当初は船から出ず、獄衍島の囚人達にも名前しか知られていなかった。信者の心の支えだったが、「神の教えに背いた」という理由で信者達を抹殺し、囚人達の前に姿を現したと言われる。「神の御国」を創るという目的で約250人の囚人のうち約200人を支配し、次郎長と島の支配を賭け勝負する。カードを扱うギャンブラーとしては一流の強さを持ち、熟練したイカサマ技を持っていたが、本人や信者は「神の力」と称していた。登場当初は外人なまりの日本語で話していたが、次の話からは普通に話している。
実は「クーマン」という名は当の本人から引き継いだ自称であり、本名は「ジョルジュ」。生まれてから悪事を働き続けた悪人であり、ある日強盗に失敗して官憲に追われた末に船に隠れていたが出航し、その間に船員に見つかり半殺しに遭い監禁されていたところ、クーマン神父と出会い神の教えを学び改心しかけていたが、船の遭難で事故に遭い怪我の末に死亡し、船員から口減らしの為に殺されかけた末に狂気を纏い、船員全員を惨殺し「クーマン神父」を名乗ったというのが真相である（その後、クーマンの遺体は十字架に掛けられ神として祭られた）。
次郎長に敗北後、クーマンへのアイデンティティを崩され精神に異常を来たし、協会の最上階に昇り十字架に掛けられたクーマンの遺体に抱きつきながら落雷に当たり死亡。
政五郎（まさごろう） / 小政（こまさ）
クーマン神父の側近。前述した山本政五郎とは別人。獄衍島の囚人だが罪状は不明（原作では窃盗を行っている）。居合の使い手で、政五郎（大政）によれば強い威圧感を放っていた。次郎長とクーマンの対決時に審判を勤める。クーマンに忠誠を誓ってはいるが、根は正義感のある善人であり、クーマンのイカサマ疑惑がかかった際にはそれを促しても聞き入れなかったクーマンに対して居合い抜きでサマを露にした。最終的には利害抜きに崇拝していたクーマンの正体を知り、彼の片棒を担ぎ、囚人達からは相当恨まれていたため、自分の居場所の無くなった獄衍島を去り、次郎長の仲間入りを果たす。名前が政五郎（大政）と同じで呼びづらいため、次郎長の提案で「小政」と呼ばれることになった（史実では身長は5尺に満たないと言われているが、本編の小政は大政と比べてもそれほど小柄ではない）。
外見は『凌ぎの哲』の「三井」に似ている。
政繁（まさしげ） / マルコ
政五郎（大政）の弟。政五郎の罪により家老の陰謀で獄衍島へ島流しとなり、クーマン神父の信者になっていた。事の真相を知らず、家族を不幸にした政五郎を恨み、獄衍島から出ることを拒否していた。最終的には政五郎とも和解し、クーマン神父の正体を知ったが、結果的に獄衍島に秩序をもたらしたクーマン神父の意志を継ぎ、政五郎の了承を得て獄衍島に残ることを選んだ。

## 書籍
- 阿佐田哲也 『次郎長放浪記』 〈中央公論社〉
  1. 1986年刊行 ISBN 4-04-145969-9
- 原作・阿佐田哲也、作画・原恵一郎 『次郎長放浪記』 SPコミックス、〈リイド社〉
  1. 2006年11月26日初版発行 ISBN 4-8458-3350-6
  2. 2006年11月26日初版発行 ISBN 4-8458-3351-4
  3. 2007年7月28日初版発行 ISBN 978-4-8458-3352-8